# Fábrica de Chá Gorreana

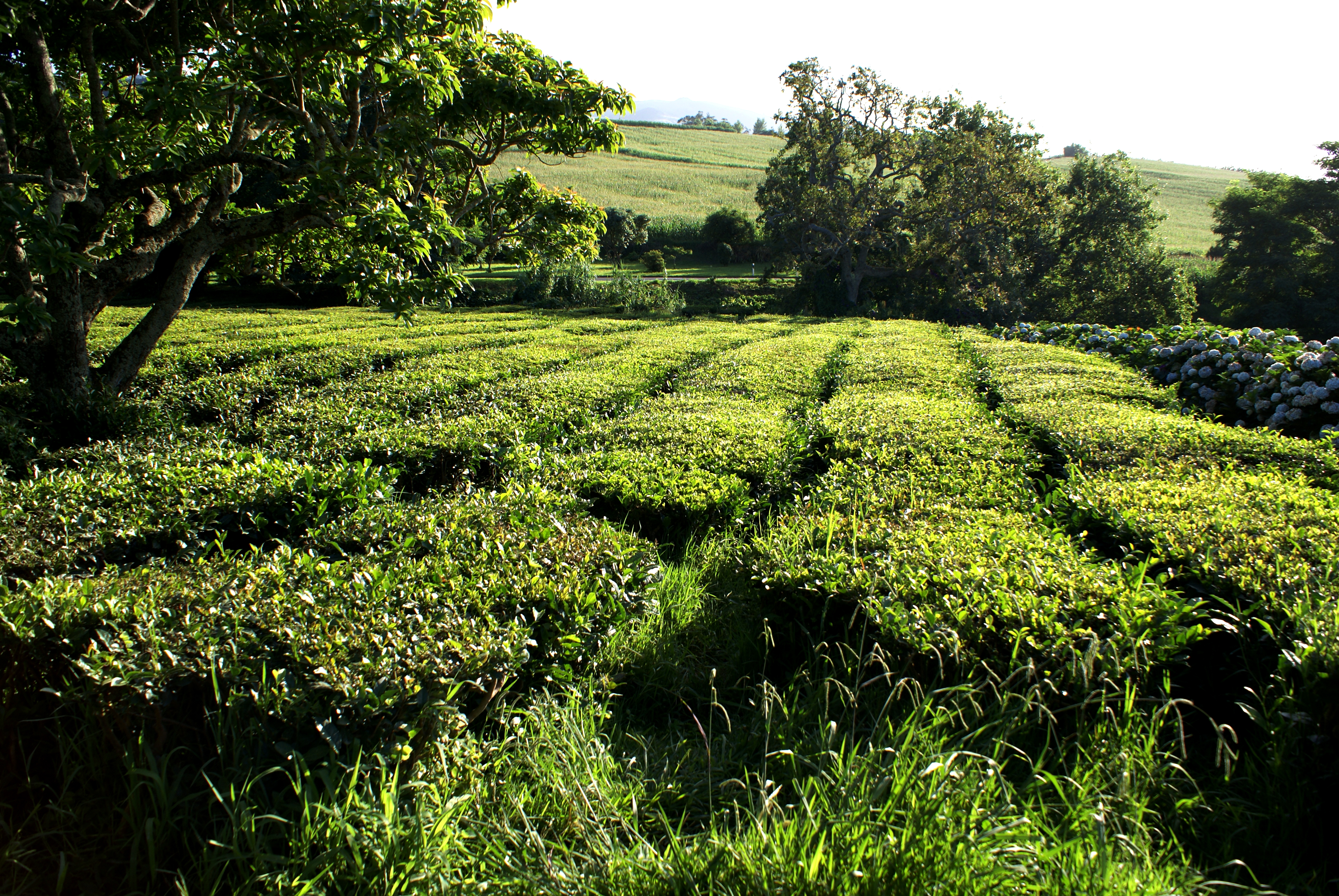
Plantação de Camellia sinensis da Gorreana (ilha de São Miguel).

A Fábrica de Chá Gorreana localiza-se no lugar de Gorreana, freguesia da Maia, concelho de Ribeira Grande, ilha de São Miguel, nos Açores.

## História
Alguns estudiosos sustentam que a Camellia sinensis, planta que está na origem do chá verde e do chá preto, foi introduzida nos Açores, nomeadamente em São Miguel, em 1750, transportada pelas naus que retornavam do Oriente. Sabe-se ainda do seu cultivo na ilha Terceira, de onde terá sido expedida uma partida para Lisboa no ano de 1801.
Documentadamente, as sementes de chá foram introduzidas em São Miguel pelas mãos do micaelense Jacinto Leite, comandante da Guarda-Real de João VI de Portugal, retornado do Brasil por volta de 1820. O clima ameno da ilha, com chuvas bem distribuídas ao longo do ano, ausência de geadas e insolação pouco intensa mostrou-se ideal para o seu plantio e desenvolvimento.
Posteriormente, no último quartel do século XIX, como alternativa para a crise da laranja então vivida, o cultivo do chá foi uma das alternativas incentivado pela Sociedade Promotora da Agricultura Micaelense. Para esse fim, a Sociedade trouxe dois técnicos chineses de Macau a São Miguel em 1878. Estes, por sua vez, trouxeram novas sementes da planta - como a "Jasmin grandiflorum" e da "Malva vacciones" -, e ensinaram técnicas de preparação das folhas e fabrico do chá.
Nesse período, as primeiras experiências realizadas com a apanha da folha ocorreram nas localidades das Capelas, do Pico da Pedra, na Ribeira Grande e no Porto Formoso. Embora não se tenham obtido grandes quantidades de folhas (apenas 10 quilos de chá preto e 8 quilos de chá verde), foi o suficiente para garantir a sua continuação.
Na área da Gorreana, o solo argiloso e ácido permitiu a obtenção de um chá perfumado e de travo agradável. Em nossos dias, o chá ali produzido, numa propriedade de 75 hectares, é valorizado por ser um produto ecológico, livre de pesticidas, herbicidas e fungicidas. A fábrica Gorreana produz chá preto, chá verde e semi-fermentado, em quantidade variável de ano para ano, dependendo das condições climatéricas. Ao longo da história da fábrica, o máximo alcançado foi de 42 toneladas.
A Gorreana detém o título de mais antiga fábrica de chá da Europa, já que começou a produzi-lo em 1883.
Na classe dos verdes, produz os:
- verde tradicional; e
- verde especial - uma variedade mais aromática do que a primeiro.